# Tissi
Tissi là một đô thị ở tỉnh Sassari trong vùng Sardinia, có khoảng cách khoảng 170 km về phía tây bắc của Cagliari và cách khoảng 6 km về phía nam của Sassari. Tại thời điểm ngày 31 tháng 12 năm 2004, đô thị này có dân số 2.017 người và diện tích là 10,3 km².
Tissi giáp các đô thị: Ossi, Sassari, Usini.